# سجیدان
سجیدان، روستایی سرسبز از توابع بخش چابکسر شهرستان رودسر در استان گیلان ایران است. 
این روستا مسیر اصلی رسیدن به ییلاق معروف جواهردشت می باشد.
محصول اصلی سجیدان، پرتقال و سایر مرکبات می باشد.

## جمعیت
این روستا در دهستان سیاهکلرود قرار دارد و براساس سرشماری مرکز آمار ایران در سال ۱۳۸۵، جمعیت آن ۴۴۲ نفر (۱۲۴خانوار) بوده‌است.